# Teilbaugenehmigung
Als Teilbaugenehmigung bezeichnet man im öffentlichen Baurecht eine verbindliche Entscheidung der Baugenehmigungsbehörde nach Einreichung des Bauantrags, aber vor Entscheidung über die Baugenehmigung über einzelne Teile eines Bauvorhabens, z. B. die Erstellung der Baugrube, des Rohbaus oder einzelner Bauabschnitte eines größeren Vorhabens.  
Das Institut dient der Beschleunigung des Baugeschehens. Die Ausgestaltung ist Ländersache, für Niedersachsen finden sich die Regelungen beispielsweise in §§ 70 ff. der Bauordnung. 
Wie eine Baugenehmigung wird auch eine Teilbaugenehmigung nur auf Antrag erteilt. Wie diese stellt sie einen Verwaltungsakt mit einem feststellenden und einem verfügenden Teil dar. Festgestellt wird die grundsätzliche Baurechtskonformität des gesamten Vorhabens, verfügt wird jedoch nur eine teilweise Aufhebung des präventiven Bauverbots. Damit berechtigt sie wie eine Baugenehmigung, aber anders als ein Bauvorbescheid bereits zum Bauen. Der Rechtsschutz folgt denselben Regeln wie bei der Baugenehmigung.
Hinsichtlich des restlichen Genehmigungsverfahrens entfaltet die Teilbaugenehmigung als sog. vorläufiges positives Gesamturteil eine Bindungswirkung, grundsätzlich darf die endgültige Baugenehmigung nur noch verweigert werden, wenn die Teilbaugenehmigung aufgehoben werden könnte. Allerdings steht der Behörde bei der Entscheidung über die Teilbaugenehmigung ein Ermessen zu. Auch können nachträglich zusätzliche Anforderungen an bereits genehmigte Teile gestellt werden. Zumindest in Niedersachsen ist zudem die Geltung auf drei Jahre beschränkt.
Durch die Erteilung der Baugenehmigung für das Gesamtvorhaben wird die Teilbaugenehmigung gegenstandslos. Eine Teilbaugenehmigung wird von einer nachfolgenden Baugenehmigung mit der Folge „aufgezehrt“, dass sie nicht mehr selbständiger Gegenstand eines Anfechtungsbegehrens sein kann, es sei
denn, die Baugenehmigung beschränkt sich auf Regelungen, die noch nicht in der insoweit fortbestehenden Teilbaugenehmigung enthalten waren.